# Philippe-Paul de Ségur
Pour les articles homonymes, voir Ségur (homonymie).
Le comte Philippe Paul de Ségur, né le 4 novembre 1780 à Paris et mort le 25 février 1873 à Paris, est un général et historien français de la Révolution et de l’Empire, pair de France et académicien.

## Biographie
Philippe-Paul de Ségur est le fils du comte Louis-Philippe de Ségur et d'Antoinette Elisabeth Marie d'Aguesseau.
Engagé volontaire dans le corps des Hussards le 6 mars 1800, sous-lieutenant dès le 1er mai 1800 dans l'armée du Rhin, il fait sous Moreau la campagne de Bavière et assiste à la bataille de Hohenlinden. Il passe avec le grade de lieutenant dans l'armée du général Macdonald en novembre de la même année, chargé de combattre les autrichiens dans le canton des Grisons. Il écrit à cette occasion son premier ouvrage: Lettre sur la campagne de Macdonald, paru à Paris en 1802. Il est nommé lieutenant aide de camp du général de Beurnonville le 12 avril 1802, capitaine le 24 septembre 1803, adjoint à l'état-major du palais impérial le 22 décembre 1804, puis officier d'état-major général de la Grande Armée en septembre 1805. Il assiste à la bataille d'Austerlitz puis fut choisi par Napoléon pour accompagner à Naples le roi Joseph. Il est chef d'escadron du 13e Chasseurs le 16 mai 1806, présent au siège de Gaète, puis rappelé à la Grande Armée pour les opérations en Prusse puis en Pologne, avant d'être fait prisonnier par les Russes le 8 mai 1807 jusqu'à la paix de Tilsitt (juillet 1807). Rappelé à Paris, il y épouse la fille du comte de Luçay, premier préfet du Palais. Major le 13 juillet 1808 au 6e Hussards, blessé au combat de Somo-Sierra le 30 novembre 1808, général de brigade le 22 février 1812, aide de camp de l'Empereur, il l'accompagne lors de la campagne de Russie.
Il a laissé une Histoire de Napoléon et de la Grande Armée en 1812, précieuse pour les historiens. Les dernières campagnes de Napoléon y sont décrites avec un grand sens de l'épopée et du tragique. Sa vision des événements est cependant vivement contestée par les inconditionnels de Napoléon. Le général baron Gourgaud, en particulier, publie une réponse d'une telle violence que les deux hommes vont sur le terrain s'en expliquer. Philippe de Ségur y est blessé par le redoutable ancien compagnon d'exil de l'Empereur.
Le 8 avril 1813, il est mis à la tête du 3e régiment de gardes d'honneur de la Garde impériale. En 1814 lors de la campagne de France, il participe à la bataille de Reims le 13 mars, à la tête d'une brigade de gardes d'honneur de la division de cavalerie du général Defrance, et il y reçoit une blessure. Lors de la première Restauration, il est fait Chevalier de Saint-Louis le 19 juillet 1814, et le 2 septembre suivant il est chef d'état-major des corps royaux de cavalerie et de la 6e division militaire. Le 18 juin 1815, il est chargé de la défense de la rive gauche de la Seine, et il est mis en non activité le 4 septembre 1815.
Le 27 mai 1818, il devient maréchal de camp au corps royal d'état-major, et il est mis en disponibilité le 1er septembre 1820.
En 1826, dans le cadre de l'indemnisation des anciens propriétaires français par la République d'Haïti, et en tant qu'héritier de son oncle Joseph-Alexandre, propriétaire d'une plantation de Saint-Domingue, Philippe-Paul touche la somme de 71 194 francs or, en dédommagement de la perte, à la suite de la Révolution haïtienne, des ses biens et esclaves.
Il devient membre de l'Académie française en 1830. Il est élevé au grade de lieutenant général le 27 février 1831, pair de France le 19 novembre suivant, dans la fournée de trente-six pairs viagers destinée à permettre l'adoption à la Chambre haute du projet de loi abolissant l'hérédité de la pairie, et il est placé dans la section de réserve du cadre de l'état-major général le 5 novembre 1845. Il est fait grand-croix de la Légion d'honneur le 28 avril 1847, et il est admis à la retraite le 12 avril 1848.
Il est administrateur de la Compagnie du chemin de fer du Centre et de la Compagnie du chemin de fer de Paris à Orléans.
Il meurt le 25 février 1873 à Paris.

### Vie familiale
En 1806, il épouse en premières noces Antoinette Charlotte Le Gendre de Luçay, dame du palais de l'impératrice Joséphine, fille de Jean-Baptiste-Charles Legendre de Luçay et de Jacquette Félicité Papillon d'Auteroche (nièce de Denis Pierre Jean Papillon de La Ferté). Ils eurent :
- Paul-Charles-Louis-Philippe (1809-1886), député, marié à Amélie Greffulhe
- Marie Charlotte Antoinette Laure (1810-1883), mariée au marquis Oscar du Val de Bonneval
- Napoléon (1812-1832)

Veuf, il épouse en secondes noces Célestine Gabrielle de Vintimille du Luc, veuve du comte Jean-Henry-Louis Greffulhe et fille du général Charles Félix René de Vintimille du Luc. D'où :
- Célestine (1830-1918), mariée au comte de La Forest d'Armaillé
- Marie-Laure (1832-1867), mariée au comte Louis de Galard de Saldebru.

Il est par ailleurs l'oncle par alliance de Sophie Rostopchine, comtesse de Ségur.

## Œuvres

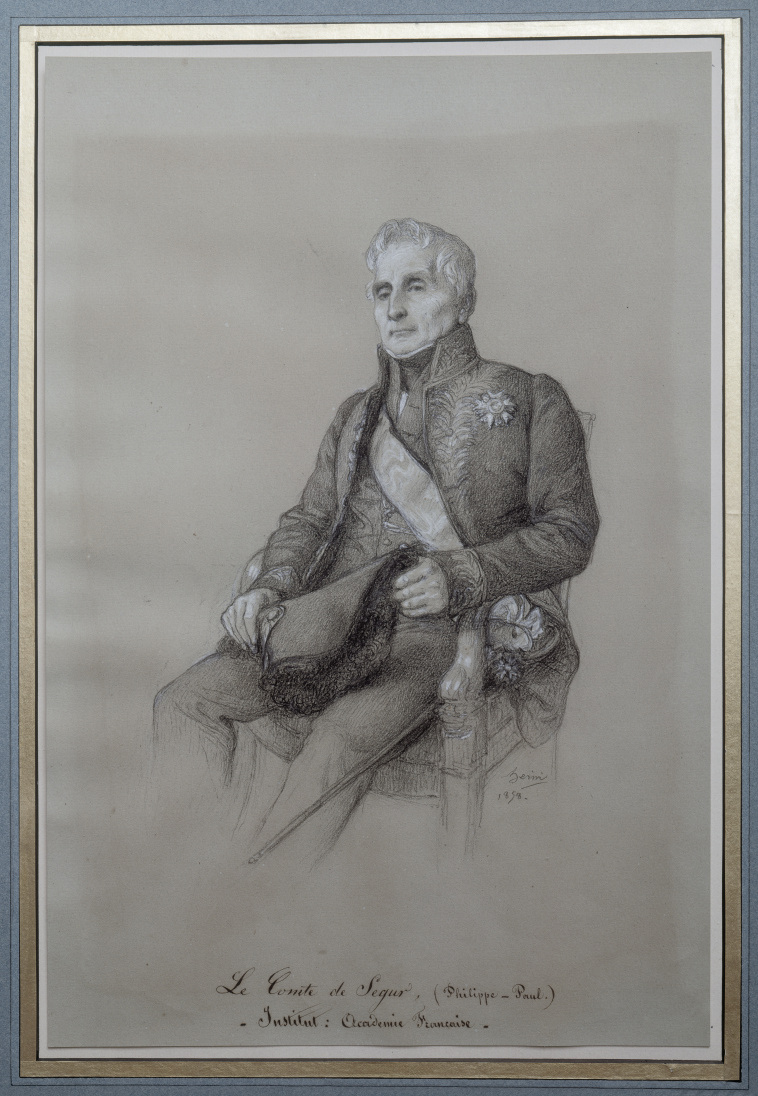
Portrait de Philippe Paul de Ségur en académicien.

- Lettre sur la campagne du général Macdonald dans les Grisons. Paris et Strasbourg : chez Treutel et Würtz, 1802, in-8°, 120 p.
- Histoire de Napoléon et de la Grande Armée, pendant l'année 1812. Paris : Baudouin frères, 1824. 2 vol. in-8°
- Histoire de Charles VIII. Paris : Bellizard, 1835. 2 vol. in-8°
- Histoire de la Russie et de Pierre le Grand. Paris : Baudouin frères, 1829. in-8°, 584 p.
- Histoire et mémoires. Paris : Firmin-Didot frères, 1873. 7 vol. in 8°
- Mélanges. Paris : Firmin-Didot frères, 1873. in-8°, 528 p. Le Comte de Ségur termine dans cet ouvrage (tomes 10 et 11) Les Œuvres complètes écrites par son père Louis-Philippe, Comte et Marquis de Ségur (1753 - 1830).
- De 1800 à 1812. Un aide de camp de Napoléon. Mémoire du général Comte de Ségur. Paris : Firmin-Didot frères, 1894-1895. 3 vol. in-8°. Le 3e vol. est consacré à la période 1813-1814-1815 : Du Rhin à Fontainebleau. Cette édition a été publiée par les soins de son petit-fils le Comte Louis de Ségur.
- La campagne de Russie, récit dédié à ses compagnons d'armes, fût publié en 1825 et le succès en fut si grand que de nombreuses éditions tant en France qu'à l'étranger n'ont pas lassé la curiosité du public[2].